# Contea di San Benito
La contea di San Benito, in inglese San Benito County, è una contea dello Stato della California, negli Stati Uniti. La popolazione al censimento del 2000 era di 53 234 abitanti. Il capoluogo di contea è Hollister.
I residenti sono in costante aumento, a causa dei costi sempre maggiori delle abitazioni nell'adiacente San Francisco Bay Area, che spingono molti pendolari a trasferirsi nella contea.

## Geografia fisica
La contea si trova nella parte centro-occidentale della California, a sud di San Jose. L'U.S. Census Bureau certifica che l'estensione della contea è di 3602 km², di cui 3598 km² composti da terra e i rimanenti 4 km² composti di acqua. La contea si colloca sulla Catena Costiera e il territorio è prevalentemente montuoso. Nella contea si trova la missione di San Juan Bautista. Parte del parco nazionale dei Pinnacoli si trova nel territorio.

### Contee confinanti
- Contea di Santa Clara - nord
- Contea di Merced - nord-est
- Contea di Fresno - sud-est
- Contea di Monterey - sud-ovest/ovest
- Contea di Santa Cruz - nord-ovest

## Infrastrutture e trasporti

### Principali strade ed autostrade
- U.S. Highway 101
- California State Route 25
- California State Route 156

## Storia
La contea di San Benito fu costituita nel 1874, da parte del territorio della contea di Monterey. La contea si chiama come l'omonima valle, che a sua volta fu prende il nome del fiume che fu chiamato così in una spedizione del 1772 in onore di San Benedetto.

## Comuni
Le due cities incorporate sono Hollister (il capoluogo) e San Juan Bautista.
Ci sono inoltre 3 CDP: Aromas, Ridgemark e Tres Pinos.